# El Burgo de Ebro
El Burgo de Ebro é um município da Espanha na província de Saragoça, comunidade autónoma de Aragão. Tem 24,86 km² de área e em 2021 tinha 2 538 habitantes (densidade: 102,1 hab./km²).

## Demografia
| Variação demográfica do município entre 1991 e 2004 | Variação demográfica do município entre 1991 e 2004 | Variação demográfica do município entre 1991 e 2004 | Variação demográfica do município entre 1991 e 2004 |
| --------------------------------------------------- | --------------------------------------------------- | --------------------------------------------------- | --------------------------------------------------- |
| 1991                                                | 1996                                                | 2001                                                | 2004                                                |
| 1223                                                | 1447                                                | 1628                                                | 1797                                                |

## Forum romano
Em 2023, um grupo de arqueólogos do Instituto de Património e Humanidades da Universidade de Zaragoza descobriu o fórum romano mais antigo da Península Ibérica em El Burgo de Ebro. Embora o nome da cidade romana às margens do rio Ebro ainda seja desconhecido, algumas hipóteses sugerem que se possa tratar de Castra Aelia – um acampamento romano que se veio a tornar uma cidade, depois da derrota dos Celtiberos, em Numancia.